# Honest (canção)
"Honest" é uma canção da dupla de DJs estadunidense The Chainsmokers. É o terceiro single do álbum de estreia da dupla, Memories...Do Not Open. A canção foi lançada para a rádio Top 40 dos Estados Unidos em 11 de julho de 2017.

## Faixas e formatos
| Download digital – Remixes EP |                                     |         |  |
| N.º                           | Título                              | Duração |  |
| 1.                            | "Honest" (Tritonal Remix)           | 4:19    |  |
| 2.                            | "Honest" (Lifelike Remix)           | 3:08    |  |
| 3.                            | "Honest" (Rootkit Remix)            | 3:10    |  |
| 4.                            | "Honest" (SAVI Remix)               | 3:27    |  |
| 5.                            | "Honest" (Gil Glaze Remix)          | 3:32    |  |
| 6.                            | "Honest" (Maliboux and UNKWN Remix) | 3:34    |  |

## Desempenho nas tabelas musicais
| Tabela musical (2017)                             | Melhor posição |
| ------------------------------------------------- | -------------- |
| Bélgica (Ultratip Bubbling Under da Valônia)      | 26             |
| Bélgica (Ultratip Bubbling Under de Flandres)     | 3              |
| Bélgica (Ultratop Dance da Valônia)               | 19             |
| Bélgica (Ultratop Dance de Flandres)              | 8              |
| Canadá (Canadian Hot 100)                         | 93             |
| Estados Unidos (Billboard Adult Top 40)           | 37             |
| Estados Unidos (Billboard Hot 100)                | 77             |
| Estados Unidos (Billboard Dance/Electronic Songs) | 8              |
| Estados Unidos (Billboard Mainstream Top 40)      | 19             |
| Lituânia (M-1 Top 40)                             | 26             |
| México Airplay (Billboard)                        | 36             |
| Nova Zelândia (RMNZ)                              | 2              |
| Países Baixos (Single Tip)                        | 27             |
| Países Baixos (Tipparade)                         | 21             |
| Suécia (Sverigetopplistan)                        | 4              |

### Tabelas de fim de ano
| Tabela musical (2017)                   | Posição |
| --------------------------------------- | ------- |
| Estados Unidos (Dance/Electronic Songs) | 28      |

## Histórico de lançamento
| Região         | Data                | Formato          | Gravadora          | Versão     | Ref.  |
| -------------- | ------------------- | ---------------- | ------------------ | ---------- | ----- |
| Estados Unidos | 11 de julho de 2017 | Top 40 radio     | Disruptor Columbia | Original   | [ 1 ] |
| Vários         | 4 de agosto de 2017 | Download digital | Disruptor Columbia | Remixes EP | [ 2 ] |